# Helmut Kämpfe
Helmut Kämpfe (31 de julio de 1909-10 de junio de 1944) fue un militar alemán de las Waffen-SS altamente condecorado, donde alcanzó el rango de Sturmbannführer quien fue secuestrado y ejecutado por la Resistencia francesa quienes lo quemaron vivo junto con otros soldados alemanes ante una multitud de aldeanos franceses que lo aclamaban. En represalia, los alemanes llevaron a cabo la Masacre de Oradour-sur-Glane en la Ocupación de Francia por las Fuerzas del Eje el  10 de junio de 1944. En total, 643 hombres, mujeres y niños fueron asesinados en Oradour-sur-Glane por tropas de la 2.ª División SS Das Reich. El comandante de las SS que ordenó la masacre dijo que la muerte de Kämpfe fue el motivo de la matanza.
Kämpfe, era un comandante de la  2.ª División SS Das Reich. Un veterano de combate muy respetado al que se le había concedido el rarísimo Broche de Combate Cuerpo a Cuerpo (de oro) de la Alemania nazi (lo que le convertía en uno de los únicos 631 militares -de entre 18 y 20 millones de soldados de la Wehrmacht y las Waffen-SS alemanas- que obtuvieron el clasificador de oro durante la Segunda Guerra Mundial). También fue uno de los 98 hombres que recibieron tanto este premio al "valor" como la Cruz de Caballero de la Cruz de Hierro.

## Biografía
Kämpfe nació en Turingia, Alemania, en 1909. Se formó para ser tipógrafo como su padre, pero después de que Hitler tomara el poder en 1933 se convirtió en Leutnant (Teniente) en el Heer antes de ser transferido a las Waffen-SS en 1939. En el Frente Oriental en Rusia, comandó el 3er Batallón, 4º Regimiento SS-Panzergrenadier Der Führer, el grupo de reconocimiento de la 2.ª División SS Das Reich. Kämpfe recibió la Cruz de Caballero de la Cruz de Hierro por su valentía y liderazgo ejemplar durante la Ofensiva Zhitomir-Berdichev en el invierno de 1943-44.
En la primavera de 1944, la División Das Reich había sido retirada de Rusia y enviada al sur de Francia para su reequipamiento en preparación de la anticipada Batalla de Normandía de la Europa ocupada por la Alemania nazi. Durante su estancia en el sur de Francia, Kämpfe recibió la orden de iniciar operaciones contra los Maquis (guerrilleros rurales que, según los informes de la Inteligencia alemana, actuaban en los matorrales de los Maquis). El 9 de junio de 1944, fue capturado 4 kilómetros al este de Saint-Léonard-de-Noblat por un grupo dirigido por el sargento Jean Canou de la Brigada del coronel Georges Guingouin, un grupo militante comunista del Maquis del Lemosín. Canou lo entregó a Guingouin. Al día siguiente, Kämpfe fue ejecutado por orden de Guingouin. Fue quemado vivo delante de un público. Hay una estela un monolito de granito que recuerda la captura el 9 de junio de 1944 de Helmut Kämpfe, inaugurado en 1986, Los artistas Jean-Joseph Sanfourche, Marc Petit y Pierre Digan lo hicieron.
Cuando se descubrió que el oficial altamente condecorado había sido secuestrado, las tropas de la división Das Reich y los miembros de la Milicia Francesa comenzaron una brutal búsqueda de Kämpfe en los alrededores. Dos hombres de la zona fueron asesinados a tiros a 2,4 kilómetros al este de Saint-Léonard-de-Noblat. Más tarde, ese mismo día, las tropas del 1er Batallón, Das Reich, cometieron la masacre de Oradour-sur-Glane.
El comandante del 4º Regimiento de Granaderos Panzer de las SS, el SS-Standartenführer Sylvester Stadler ordenó un consejo de guerra sobre la masacre de Oradour-sur-Glane. SS-Sturmbannführer Adolf Diekmann, comandante del 1er Batallón, 4.º Regimiento de Granaderos Panzer de las SS, y amigo personal de Kämpfe, fue acusado por los asesinatos. Dijo que encontró el cuerpo de Kämpfe esposado dentro de una ambulancia de campaña alemana con los restos de otros soldados alemanes a las afueras del pueblo de Oradour-sur-Glane. El vehículo había sido incendiado quemando vivos a todos los que estaban dentro. Después de ver el destino de su amigo, el pueblo fue destruido por orden suya. El SS-Brigadeführer Heinz Lammerding, comandante de la división de Das Reich, aceptó que Diekmann se enfrentara a un consejo de guerra. Todos los cargos fueron retirados cuando Diekmann murió luchando en la Batalla de Normandía el 29 de junio de 1944.